# مایکل اوانز
مایکل اوانز (انگلیسی: Micah Evans؛ زادهٔ ۳ مارس ۱۹۹۳) بازیکن فوتبال اهل بریتانیا است.
از باشگاه‌هایی که در آن بازی کرده‌است می‌توان به باشگاه فوتبال هرفورد یونایتد، باشگاه فوتبال بلکبرن روورز، باشگاه فوتبال مکلسفیلد تاون، باشگاه فوتبال استوک‌پورت کانتی، باشگاه فوتبال چسترفیلد، باشگاه فوتبال ساوتپورت، باشگاه فوتبال ووستر سیتی، باشگاه فوتبال آکرینگتون استنلی، و باشگاه فوتبال برنلی اشاره کرد.